# Coliziunea aeriană de la Washington
Pe 29 ianuarie 2025, zborul American Airlines 5342, un zbor intern programat de pasageri operat de un avion de linie Bombardier CRJ700, s-a ciocnit în aer cu un elicopter Sikorsky VH-60M Black Hawk al Armatei Statelor Unite, la apropierea finală de Aeroportul Național Washington Ronald Reagan, lângă Washington, D.C.. Ambele aeronave s-au prăbușit în râul Potomac după ciocnire, iar toate cele 67 de persoane de la bordul ambelor zboruri au fost ucise.